# Сеолин, Николас
Сеолин Николас (порт.-браз. Nicolas Ceolin; род. 10 апреля 1986, Пасу-Фунду, Риу-Гранди-ду-Сул) — бразильский футболист, нападающий.

## Биография
В 2009 году Николас подписал контракт с «Дьёром», сезон для игрока был неплохим, он всё чаще выходил на поле и забивал голы. В 2011 году Сеолин поменял клуб, что стало для него большой ошибкой, за последние два года игрок поменял три клуба. В 2013 году футболист попытал удачу в Белоруссии, в «Немане». Сеолин стал чаще выходить на поле, он играл в матче с такими клубами, как БАТЭ и «Динамо» Минск.